# Article 65 de la Constitution de la Cinquième République française
Article 64 Article 66
L'article 65 de la Constitution de la Cinquième République française décrit les règles de fonctionnement du Conseil supérieur de la magistrature, déjà mentionné à l'article 64.

## Texte de l'article
« Le Conseil supérieur de la magistrature comprend une formation compétente à l'égard des magistrats du siège et une formation compétente à l'égard des magistrats du parquet.

La formation compétente à l'égard des magistrats du siège est présidée par le premier président de la Cour de cassation. Elle comprend, en outre, cinq magistrats du siège et un magistrat du parquet, un conseiller d'État désigné par le Conseil d'État, un avocat ainsi que six personnalités qualifiées qui n'appartiennent ni au Parlement, ni à l'ordre judiciaire, ni à l'ordre administratif. Le Président de la République, le Président de l'Assemblée nationale et le Président du Sénat désignent chacun deux personnalités qualifiées. La procédure prévue au dernier alinéa de l'article 13 est applicable aux nominations des personnalités qualifiées. Les nominations effectuées par le président de chaque assemblée du Parlement sont soumises au seul avis de la commission permanente compétente de l'assemblée intéressée.
La formation compétente à l'égard des magistrats du parquet est présidée par le procureur général près la Cour de cassation. Elle comprend, en outre, cinq magistrats du parquet et un magistrat du siège, ainsi que le conseiller d'État, l'avocat et les six personnalités qualifiées mentionnés au deuxième alinéa.
La formation du Conseil supérieur de la magistrature compétente à l'égard des magistrats du siège fait des propositions pour les nominations des magistrats du siège à la Cour de cassation, pour celles de premier président de cour d'appel et pour celles de président de tribunal de grande instance. Les autres magistrats du siège sont nommés sur son avis conforme.
La formation du Conseil supérieur de la magistrature compétente à l'égard des magistrats du parquet donne son avis sur les nominations qui concernent les magistrats du parquet.
La formation du Conseil supérieur de la magistrature compétente à l'égard des magistrats du siège statue comme conseil de discipline des magistrats du siège. Elle comprend alors, outre les membres visés au deuxième alinéa, le magistrat du siège appartenant à la formation compétente à l'égard des magistrats du parquet.
La formation du Conseil supérieur de la magistrature compétente à l'égard des magistrats du parquet donne son avis sur les sanctions disciplinaires qui les concernent. Elle comprend alors, outre les membres visés au troisième alinéa, le magistrat du parquet appartenant à la formation compétente à l'égard des magistrats du siège.
Le Conseil supérieur de la magistrature se réunit en formation plénière pour répondre aux demandes d'avis formulées par le Président de la République au titre de l'article 64. Il se prononce, dans la même formation, sur les questions relatives à la déontologie des magistrats ainsi que sur toute question relative au fonctionnement de la justice dont le saisit le ministre de la justice. La formation plénière comprend trois des cinq magistrats du siège mentionnés au deuxième alinéa, trois des cinq magistrats du parquet mentionnés au troisième alinéa, ainsi que le conseiller d'État, l'avocat et les six personnalités qualifiées mentionnés au deuxième alinéa. Elle est présidée par le premier président de la Cour de cassation, que peut suppléer le procureur général près cette cour.
Sauf en matière disciplinaire, le ministre de la justice peut participer aux séances des formations du Conseil supérieur de la magistrature.
Le Conseil supérieur de la magistrature peut être saisi par un justiciable dans les conditions fixées par une loi organique.

La loi organique détermine les conditions d'application du présent article. »
— Article 65 de la Constitution

### Évolution
La révision constitutionnelle du 23 juillet 2008 a réécrit cet article, modifiant la composition et les compétences du Conseil supérieur de la magistrature.
Avant cette réforme, l'article 65 prévoyait que le CSM comprenait deux formations composées chacune de douze membres au total :
- une formation compétente à l'égard des magistrats du siège et comprenant, outre le président de la République (président du CSM) et le ministre de la justice (vice-président), cinq magistrats du siège et un magistrat du parquet, un conseiller d'État et trois personnalités qualifiées désignées respectivement par le président de la République et les présidents des deux assemblées du Parlement ;
- une formation compétente à l'égard des magistrats du parquet ; sa composition était similaire à l'autre formation, avec toutefois cinq magistrats du parquet et un seul magistrat du siège.

Cette composition résultait de la révision constitutionnelle du 27 juillet 1993 ; auparavant, tous les membres du CSM étaient désignés par le président de la République.
Dans la rédaction de l'article 65 résultant de la révision constitutionnelle de 2008, le CSM n'est plus présidé par le président de la République, mais par des magistrats (premier président de la Cour de cassation pour la première formation, procureur général près la Cour de cassation pour la deuxième). Le ministre de la justice n'est plus vice-président, mais il peut participer aux séances des deux formations, sauf en matière disciplinaire. Enfin, quatre nouveaux membres sont ajoutés dans chaque formation : un avocat et trois personnalités qualifiées supplémentaires. Chaque formation comprend donc désormais quinze membres, voire seize si on compte le ministre de la justice.
Les autorités politiques sont donc moins présentes directement dans le CSM. Toutefois, elles désignaient ou étaient représentées par cinq membres sur douze dans l'ancienne composition, alors qu'elles désignent désormais six membres sur quinze, voire sept sur seize avec le ministre de la justice.

### Entrée en vigueur et conditions d'application
La loi organique prévue par le dernier alinéa de l'article est d'une part l'ordonnance no 58-1270 du 22 décembre 1958 portant loi organique relative au statut de la magistrature, d'autre part la loi organique no 94-100 du 5 février 1994 sur le Conseil supérieur de la magistrature.
La rédaction actuelle de l'article 65 résulte de la révision constitutionnelle du 23 juillet 2008 et doit entrer en vigueur dans les conditions fixées par la loi organique no 2010-830 du 22 juillet 2010 relative à l'application de l'article 65 de la Constitution. Cette loi organique modifie les deux lois organiques mentionnées précédemment en précisant notamment les conditions de mise en œuvre de la possibilité pour les justiciables de saisir le Conseil.
Cette loi organique prévoit que le Conseil supérieur de la magistrature exercera ses compétences telles qu'elles résultent de la nouvelle rédaction de l'article 65 à compter de sa première réunion dans sa nouvelle composition. Jusqu'à cette date, l'ancienne rédaction de l'article 65 continue donc à s'appliquer. Dans l'attente de la mise en œuvre effective du Conseil réformé,  la loi organique no 2010-541 du 25 mai 2010 a prorogé la durée du mandat des membres du Conseil jusqu'à l'expiration d'un délai de 6 mois suivant la promulgation de la loi organique prise pour l'application de l'article 65 de la Constitution, et au plus tard, jusqu'au 31 janvier 2011.